# Эскиз на мониторе
«Эскиз на мониторе» (белор. Эскіз на маніторы) — художественный фильм режиссёра Руслана Зголича, снятый в 2001 году.

## Сюжет
Молодой человек попадает на свадьбу. Там ему предстоит познакомиться с несколькими людьми и узнать об их судьбах. Сам он считает, что свадьба — это лишь конец красивой истории, после чего начинается история отнюдь не красивая. Он знакомится с одиноким физиком, с врачом, с милиционером. У каждого из них своя история, и молодому человеку предстоит разобраться, прав ли он в своих оценках.

## В ролях
- Дарья Михайлова — Ирина
- Владислав Галкин — Олег
- Виталий Редько — Павел
- Игорь Сигов — Виктор
- Александр Молчанов — Сочинитель
- Элеонора Езерская — Ирма Адамовна
- Вера Полякова — Стелла[3]
- Вячеслав Павлють — забулдыга
- Алёна Сидорова — жена Виктора
- Ольга Нефёдова — жена Павла
- Евгения Виктюк — девушка Сочинителя
- Никита Соколов — Серёжа
- Саша Никишина — Настя
- Анастасия Леневич — Диана
- Илья Черепко-Самохвалов — жених
- Юлия Крашевская — невеста

## Производство
Фильм по авторскому замыслу должен был называться «Гости», но в последний момент у режиссёра возник конфликт с руководством Беларусьфильма по поводу срока сдачи, его отстранили работы, сам же фильм было решено забраковать либо доснять с другим режиссёром. Тогда Зголич выкрал рабочий материал с намерением самому доделать фильм, за что против него было открыто уголовное дело по факту хищения в особо крупном размере. Начался процесс. Отсидев год в СИЗО, режиссёр был признан невменяемым и переведён в Республиканский научно-практический центр психического здоровья на принудительное лечение. Также он отказался от авторства киноленты.

## Фестивали и награды
- Кинофестиваль «Бригантина» (Бердянск, 2002) — приз «Надежда Бригантины»